# Schlierbach (Blies)
Der Schlierbach (französisch Ruisseau du Schlierbach) ist ein knapp dreieinhalb Kilometer langer Bach in der französischen Region Grand Est nahe der Grenze zum Saarland. Er ist ein rechter und südöstlicher Zufluss der Blies.

## Geographie

### Verlauf
Der Schlierbach entspringt auf einer Höhe von etwa 324 m in einem Wald beim Goetzloch.
Der Bach fließt nordwestwärts durch ein enges und auf der linken Seite bewaldetes Tal und wird dann nach etwa anderthalb Kilometer von links vom Pitschbach verstärkt. Etwas bachabwärts fließt ihm auf der gleichen Seite der aus Hermeskappel kommende Huehnerbach zu. 
Der  Schlierbach mündet schließlich auf einer Höhe von ungefähr 201 m von rechts in den deutsch-französischen Grenzfluss Blies, der nur im Bereich der Gemeinde Bliesbruck ausschließlich auf französischem Gebiet fließt. 
Der 3,46 km langer Lauf des Schlierbach endet ungefähr 123 Höhenmeter unterhalb seiner Quelle, er hat somit ein mittleres Sohlgefälle von etwa 36 ‰.

### Zuflüsse
- Pitschbach (links), 0,9 km[2]
- Huehnerbach (links), 1,3 km[2]

## Mühlen
Oberhalb von Bliesbruck stand bis zum Beginn des 20. Jahrhunderts eine Mühle. Dazu war ein Mühlteich angelegt. Ältere Karten haben diesen Teich noch verzeichnet, obwohl dieser längst versandet ist.